# Platja del Poblenou
La platja del Poblenou és una platja urbana de la costa del Maresme, del municipi de Pineda de Mar (Maresme). Pel seu extrem nord limita amb la platja de la Riera i pel seu extrem sud està limitada pel rierany dels Frares, que la separa de la platja Gran de Calella i suposa el límit entre Pineda i Calella. Té una longitud de 634 m i una amplada mitjana de 50 m de sorra molt gruixuda i un pendent d'entrada a l'aigua moderat. Està separada del nucli urbà per la Nacional II i per la via del tren, de manera que per accedir a ella cal passar per uns túnels subterranis.
Disposa de lloguer de para-sols i gandules, serveis de WC, servei de socorrisme i de vigilància policial a l'estiu, guinguetes a peu de platja, i una zona delimitada habilitada tot l'any per gossos. Hi ha un parc infantil, i el 2020 s'hi va instal·lar un parc de cal·listènia per a la pràctica esportiva.